# Waunana eberhardi
Waunana eberhardi là một loài nhện trong họ Pholcidae. Loài này được phát hiện ở Colombia.